# Lung Kwu Chau
Lung Kwu Chau is een Hongkongs eiland dat onder het bestuur van Tuen Mun valt. Het eiland ligt in de noordwestelijke wateren van Hongkong. Dit eiland is sinds november 1996 samen met Sha Chau (沙洲) en Pak Chau (白洲) het beschermde natuurgebied Lung Kwu Chau and Sha Chau Marine Park. Rond het gebied leven onder andere Chinese witte dolfijnen.